# Scoglio Sant'Elia
Lo scoglio Sant'Elia è un'isola dell'Italia, in Sardegna.